# Visunharat Thipath
Visunharat Thipath (voller Thronname Somdet Brhat-Anya Chao Visunha Rajadipati Pada Sri Sadhana Kanayudha; * 1465 in Sawa (Chiang Dong Chiang Thong); † 1520 in Vieng Chan) war zwischen 1500 und 1520 König von Lan Chang.

## Leben
Visunharat Thipath war der siebente Sohn von König Sai Tia Kaphut und wurde privat im Palast erzogen. 1480 wurde er zum Gouverneur von Vien Chang ernannt. 1491 ernannte ihn sein Bruder, König La Sen Thai Puvanart zum Chefminister und verlieh ihm den Titel Phya Sena Mueang mit einem Regentennamen Visun (Blitz). Zwischen 1495 und 1497 war er Regent für seinen jüngeren Neffen Somphu, den er 1500 entthronte und sich 1501 krönen ließ.
Die Regierung von Visunharat Thipath war gekennzeichnet von Wohlstand und Frieden. Viele religiöse Monumente wurden auf seine Veranlassung errichtet, darunter der Maha Viharn im Wat Visun. Auch wurden eine Anzahl religiöser Texte und literarischer Werke verfasst oder in die laotische Sprache übersetzt.
Visunharat Thipath starb 1520 in Vieng Chan und hinterließ einen Sohn, der ihm als Phothisarath I. (reg. 1520–1548) auf den Thron von Lan Chang nachfolgte.